# Skiflug-Weltmeisterschaft 1975

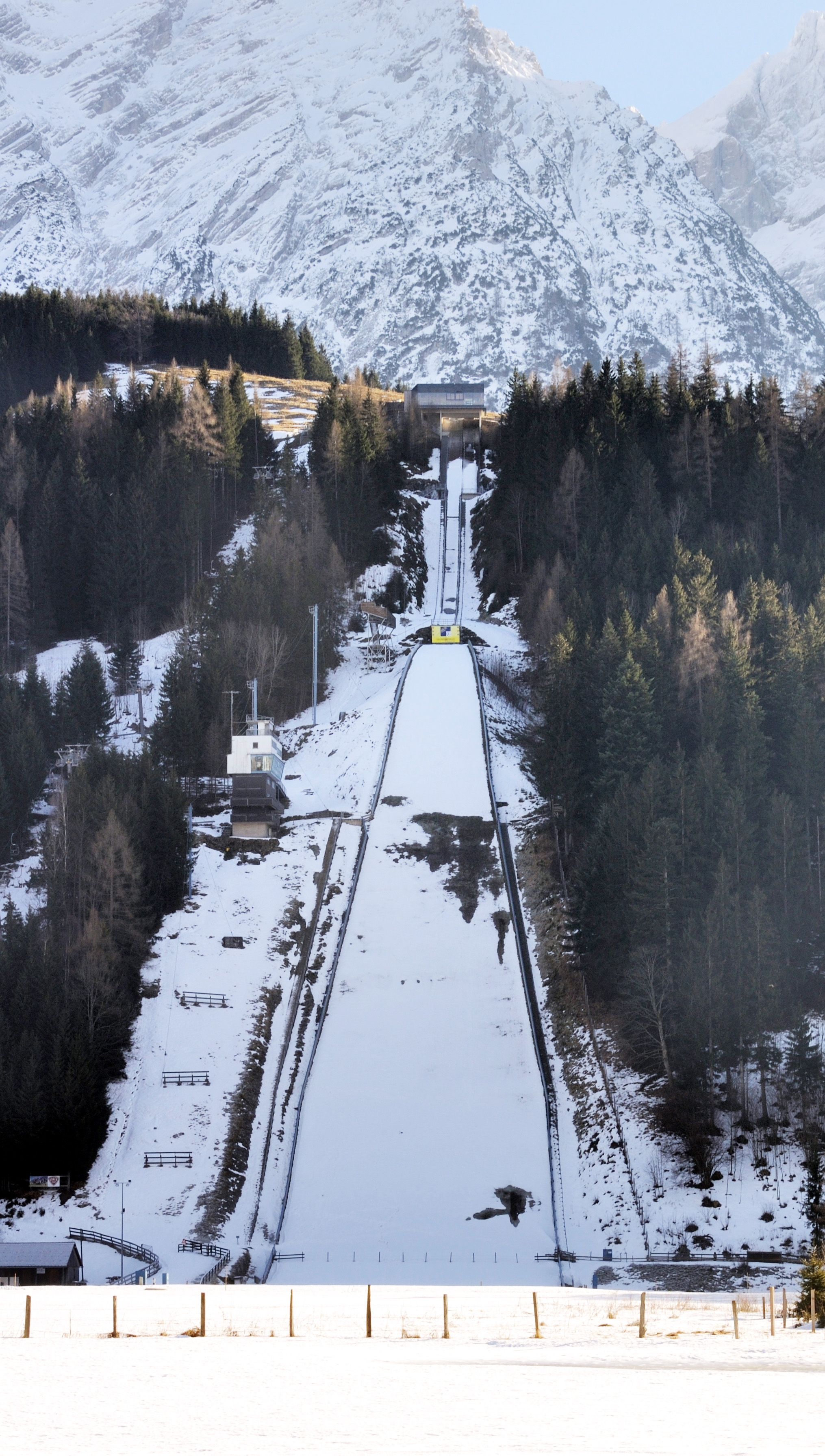
Die Schanze am Kulm

Die dritte Skiflug-Weltmeisterschaft wurde vom 14. bis 16. März 1975 am Kulm in Bad Mitterndorf/Tauplitz ausgetragen. Dies war die erste Skiflug-Weltmeisterschaft am Kulm. Für diese Weltmeisterschaft wurde die Schanze 1974 umgebaut und unter anderem ein Windnetz zum Schutz der Springer angebracht.

## Wettbewerb
Der Tscheche Karel Kodejška war nach drei Wertungstagen der Gesamtsieger, er sprang 141, 144 und 143 Meter; der Zweitplatzierte Rainer Schmidt zeigte 142 und zweimal 140 m; Karl Schnabl lag nach dem 2. Tag nur auf Rang 6, doch mit 145 m gewann er die dritte Tageswertung und kam noch zur Bronzemedaille. Jurij Ivanov war am 16. März im 1. Durchgang sogar 150 m geflogen. Demgegenüber vergab Prydz seine Chancen, als er im ersten Durchgang nur auf 130 m kam.

Es gab noch diverse Probleme mit der Wertung bzw. der "Relativierung" der Flüge, denn am ersten Wettkampftag war Schnabl 151 m geflogen, aber die Honorierung blieb im Hinblick darauf, dass Schmidts gerodelte 157 m als Maßstab herangezogen worden waren, unterbewertet.

Kurioserweise hatte sich Schnabl vorerst in der österreich-internen Qualifikation knapp gegen Hans Millonig durchgesetzt.

Am ersten Tag siegte Frithjof Prydz vor Kodejška und Schmidt, auf Rang 4 lagen ex aequo Schnabl und Jochen Danneberg; Reinhold Bachler stürzte und wurde 22.

Die (zweite) Tageswertung (15. März) wurde von Kodejška vor Walter Steiner und Rudolf Höhnl gewonnen (Rang 6 für Hans Wallner und 12 für Schnabl), es führte weiterhin Prydz vor Kodejška und Schmidt; Wallner lag hinter Schnabl auf Rang 7. Die Startreihenfolge richtete sich nach der Platzierung nach dem ersten Tag, wonach der Bestplatzierte Prydz als Letzter startete.

### Wertungsmodus
Es wurden drei Sprungläufe mit je zwei Durchgängen ausgetragen. In jedem Durchgang erhielt der Springer mit dem weitesten Flug 120 Weitenpunkte, alle anderen erhielten je einen Punkt weniger pro Meter Rückstand. Hinzu kamen die Haltungspunkte nach üblicher Bewertung (maximal 60 Punkte pro Sprung). Für jeden Springer ging an jedem Tag der bessere seiner beiden Flüge in die Gesamtwertung ein.

## Ergebnis
| Platz | Name                     | Land                            | Punkte Tag 1 | Punkte Tag 2 | Punkte Tag 3 | Punkte Gesamt |
| ----- | ------------------------ | ------------------------------- | ------------ | ------------ | ------------ | ------------- |
| 01    | Karel Kodejška           | Tschechoslowakei                | 170,5        | 171,0        | 171,0        | 512,5         |
| 02    | Rainer Schmidt           | Deutsche Demokratische Republik | 172,0        | 168,5        | 164,5        | 505,0         |
| 03    | Karl Schnabl             | Österreich                      | 168,0        | 160,5        | 175,0        | 503,5         |
| 04    | Frithjof Prydz           | Norwegen                        | 173,5        | 170,5        | 152,5        | 496,5         |
| 05    | Hans Wallner             | Österreich                      | 153,0        | 169,0        | 170,5        | 492,5         |
| 06    | Heinz Wosipiwo           | Deutsche Demokratische Republik | 160,0        | 170,5        | 159,0        | 489,5         |
| 07    | Walter Steiner           | Schweiz                         | 143,5        | 171,0        | 170,0        | 486,5         |
| 07    | Jochen Danneberg         | Deutsche Demokratische Republik | 168,0        | 169,5        | 149,0        | 486,5         |
| 09    | Alexander Karapusow      | Sowjetunion                     | 160,5        | 152,0        | 165,5        | 484,5         |
| 010   | Juri Iwanow              | Sowjetunion                     | 136,0        | 166,5        | 172,0        | 474,5         |
| 011   | Rudolf Höhnl             | Tschechoslowakei                | 141,0        | 170,5        | 151,5        | 463,0         |
| 012   | Alfred Grosche           | BR Deutschland                  | 157,5        | 161,0        | 142,5        | 461,0         |
| 013   | Odd Hammernæs            | Norwegen                        | 155,0        | 144,5        | 156,5        | 456,0         |
| 014   | Johan Sætre              | Norwegen                        | 159,5        | 154,0        | 142,0        | 455,5         |
| 015   | Edi Federer              | Österreich                      | 155,5        | 144,5        | 150,0        | 450,0         |
| 016   | Wiktor Piroschkow        | Sowjetunion                     | 140,5        | 155,0        | 152,5        | 448,0         |
| 017   | Koji Kakuta              | Japan                           | 140,0        | 163,5        | 142,0        | 445,5         |
| 018   | Jerry Martin             | Vereinigte Staaten              | 131,0        | 158,5        | 144,0        | 433,5         |
| 019   | Josef Bonetti            | Schweiz                         | 138,5        | 152,5        | 142,0        | 433,0         |
| 020   | Bogdan Norčič            | Jugoslawien                     | 140,5        | 144,5        | 134,0        | 419,0         |
| 021   | Hiroshi Itagaki          | Japan                           | 149,0        | 136,0        | 130,5        | 415,5         |
| 022   | Hisayoshi Sawada         | Japan                           | 132,5        | 148,5        | 133,5        | 414,5         |
| 023   | Odd Grette               | Norwegen                        | 129,0        | 139,0        | 143,5        | 411,5         |
| 024   | Peter Štefančič          | Jugoslawien                     | 137,0        | 155,5        | 118,0        | 410,5         |
| 025   | Esko Rautionaho          | Finnland                        | 135,5        | 142,5        | 130,5        | 408,5         |
| 026   | Richard Graves           | Kanada                          | 139,5        | 144,5        | 123,0        | 407,0         |
| 027   | Jim Maki                 | Vereinigte Staaten              | 141,5        | 139,5        | 125,5        | 406,5         |
| 027   | Hans Schmid              | Schweiz                         | 137,0        | 137,0        | 132,5        | 406,5         |
| 029   | Philippe Jacoberger      | Frankreich                      | 125,5        | 141,5        | 133,0        | 400,0         |
| 030   | Tom Dargay               | Vereinigte Staaten              | 131,0        | 140,5        | 127,0        | 398,5         |
| 031   | Jindřich Balcar          | Tschechoslowakei                | 126,5        | 138,0        | 132,0        | 396,5         |
| 032   | Vojko Blaznik            | Jugoslawien                     | 133,0        | 141,0        | 119,0        | 393,0         |
| 033   | Ivo Felix                | Tschechoslowakei                | 115,5        | 139,5        | 135,0        | 390,0         |
| 034   | Ron Steele               | Vereinigte Staaten              | 127,0        | 133,0        | 128,5        | 388,5         |
| 035   | Takao Itō                | Japan                           | 123,0        | 136,0        | 127,0        | 386,0         |
| 036   | Stane Rakar              | Jugoslawien                     | 125,5        | 133,0        | 124,0        | 382,5         |
| 037   | Rudi Tusch               | BR Deutschland                  | 136,5        | 134,0        | 109,0        | 379,5         |
| 038   | Jean-François Jacoberger | Frankreich                      | 98,0         | 113,0        | 104,5        | 315,5         |
| 039   | Juri Kalinin             | Sowjetunion                     | 133,5        | 159,0        | –            | 292,5         |
| 040   | Reinhold Bachler         | Österreich                      | 137,0        | –            | –            | 137,0         |